# Bohners Lake
Bohners Lake è un comune (CDP) degli Stati Uniti, situato in Wisconsin, nella Contea di Racine.